# Skodsbøl Skov
Skodsbøl Skov er en 87 ha stor statsskov på Broager Land ud til Nybøl Nor lige nord for Egernsund. Den hører under Gråsten Statsskovdistrikt. Skoven er bevokset med eg og ask samt en smule bøg og nåletræ. Næsten halvdelen af skoven stammer fra et skovrejsningsprojekt i begyndelsen af 1990'erne. Mellem den gamle og den nye skov ligger et slette- og engområde, der græsses af kreaturer. Nordvest for den gamle skov ligger ligeledes et afgræsset overdrev. 
Der er p-plads i den sydvestlige del af skoven ad Skovgade, Egernsund. I den nordvestlige del af skoven, ligger der en primitiv overnatningsplads. Pladsen har bord og bænke samt bålsted med grill.
Tyndakset gøgeurt og tandrod findes i store mængder i skoven. Øst for skoven findes der en lille bestand af grønne frøer . 